# Тодор Христов (офицер)
Вижте пояснителната страница за други личности с името Тодор Христов.
Тодор Тодоров Христов е български офицер, полковник.

## Биография
Роден е на 16 юли 1898 г. в Севлиево. През 1919 г. завършва Военното училище в София. От 11 септември 1943 г. до 1944 г. е командир на четиридесет и пети пехотен чегански полк, който е част от петнадесета пехотна охридска дивизия. Уволнен през 1944 г. .

## Военни звания
- Подпоручик (1919)
- Поручик (30 януари 1923)
- Капитан (15 юни 1928)
- Майор (6 май 1936)
- Подполковник (6 май 1940)
- Полковник (14 септември 1943)